# Chandra Talpade Mohanty
Chandra Talpade Mohanty, född i Bombay i Indien 1955, är en framstående professor i genusvetenskap vid Syrcause University i USA.

## Biografi
Chandra Talpade Mohanty växte upp i Bombay, Indien. Hon avlade en masterexamen i engelska vid University of Delhi 1976. 1980 tog hon ytterligare en masterexamen i engelskaundervisning vid University of Illinois, där hon även disputerade 1987. År 2008 utsågs Mohanty till hedersdoktor vid Lunds universitet.
Hon betraktas som en framträdande representant för postkolonial feminism. Mohanty har bland annat riktat kritik mot ett förenklat synsätt inom västerländsk feminism där tredje världens kvinnor setts som en enhetlig kategori. Istället framhåller hon att den kulturella mångfald som präglar dessa länder leder till att kvinnoförtrycket där tar sig många olika former. I boken Feminism utan gränser: Avkoloniserad teori, praktiserad solidaritet (2003) samlas en rad av hennes texter, däribland den klassiska essän Med Västerländska ögon (originaltitel: Under western eyes) från 1986.
Hon arbetar idag som professor vid Syracuse University. Hennes forskning är särskilt inriktad på postkolonial feministisk teori, kunskapsproduktion och nyliberalism.